# Ponte Mammolo

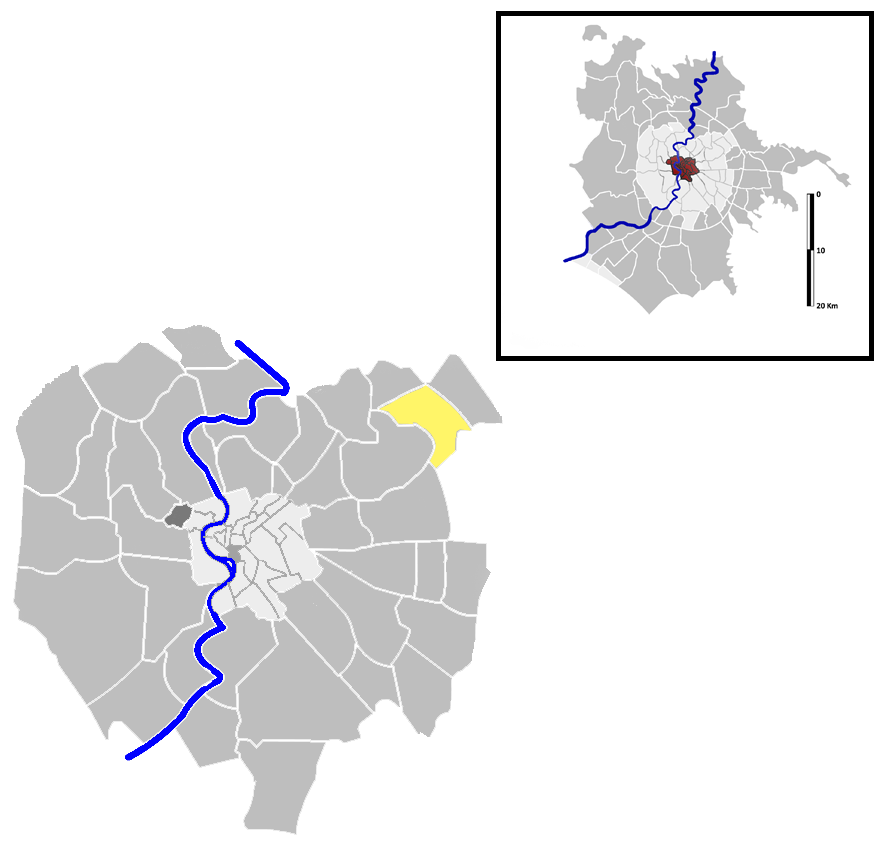
Localisation de Ponte Mammolo sur la carte administrative de Rome.

Ponte Mammolo est un quartiere (quartier) situé au nord-est de Rome en Italie qui prend son nom suivant les hypothèses du Pont Mammolo sur l'Aniene ou de Julia Mamaea. Il est désigné dans la nomenclature administrative par Q.XXIX et fait partie du Municipio IV. Sa population est de 30 481 habitants répartis sur une superficie de 6,021 2 km2.

## Lieux particuliers
- Via Tiburtina
- Pont Mammolo
- Église San Gelasio I papa
- Église Sacro Cuore di Gesù a Ponte Mammolo